# CodePress
CodePress est un éditeur de code en ligne avec coloration syntaxique du code qui a été intégralement développé en JavaScript.
Le logiciel permet d'intégrer facilement un éditeur avec coloration syntaxique sur des formulaires existants.

### Intégration du logiciel
- WordPress
- Plugin pour WordPress < 2.8
- Plugin pour le CMS ModX
- Plugin pour Typo 3
- Plugin pour formulaire JQuery
- Plugin Ext
- Plugin Spip pour notation musicale
- Intégration au sein du CMS Drupal